# علي بابا يذهب إلى البلدة
علي بابا يذهب إلى البلدة (بالإنجليزية: Ali Baba Goes to Town)‏ هو فيلم أمريكي من إخراج دايفيد باتلر وبطولة إيدي كانتور وتوني مارتن ورولاند يونغ وجون لانغ، كانتور هنا يلعب دور عامل هوبو إسمه ألويسوس يذهب إلى مخيم لتصوير فيلم وينام هناك ويحلم بكونه يمثل دور علي بابا كمستشار لسلطان بغداد، ويقوم هناك بإدارة شؤون الضرائب والجيش.

## البطولة
- إيدي كانتور بدور ألويسيوس/علي بابا
- توني مارتن بدور الراوي
- رولاند يونغ بدور السلطان
- جون لانج بدور الأميرة مريم
- روز لي بدور السلطانة
- رايموند سكوت بدور قائد الأوركسترا
- جون كارادين بدور إيساك/برودريك
- فيرجينيا فيلد بدور دينا
- آلان دينهارت بدور بولاند
- دوجلاس دومبريل بدور الأمير موسى
- موريس كاس بدور عمر
- وارن هيمر بدور عازف بوق
- ستانلي فيلدز بدور عازف بوق
- بول هيرست بدور المخرج
- تشارلز لان بدور الطبيب
- سام هايس بدور مذيع الراديو/مساعد الطبيب
- جين لي غون بدور الراقصة
- فيليس بروكس بدور نفسها
- دولوريس ديل ريو بدور نفسها
- دوغلاس فيربانكس بدور نفسه
- سونيا هيني بدور نفسها
- فكتور مكلاغلن بدور نفسه
- جاك هالي بدور نفسه
- تايرون باور بدور نفسفه
- سيزار روميرو بدور نفسه
- آن سوثرن بدور نفسها
- شيرلي تيمبل بدور نفسها

## روابط خارجية
- علي بابا يذهب إلى البلدة على موقع IMDb (الإنجليزية)
- علي بابا يذهب إلى البلدة على موقع الموسوعة البريطانية (الإنجليزية)
- علي بابا يذهب إلى البلدة على موقع روتن توميتوز (الإنجليزية)
- علي بابا يذهب إلى البلدة على موقع أول موفي (الإنجليزية)
- علي بابا يذهب إلى البلدة على موقع فيلمافينيتي (الإسبانية)
- علي بابا يذهب إلى البلدة على موقع قاعدة بيانات الأفلام السويدية (السويدية)
- علي بابا يذهب إلى البلدة على موقع قاعدة بيانات الفيلم (الإنجليزية)
- علي بابا يذهب إلى البلدة على موقع ليتربوكسد (الإنجليزية)
- علي بابا يذهب إلى البلدة على موقع كينوبويسك (الروسية)